# Faemino

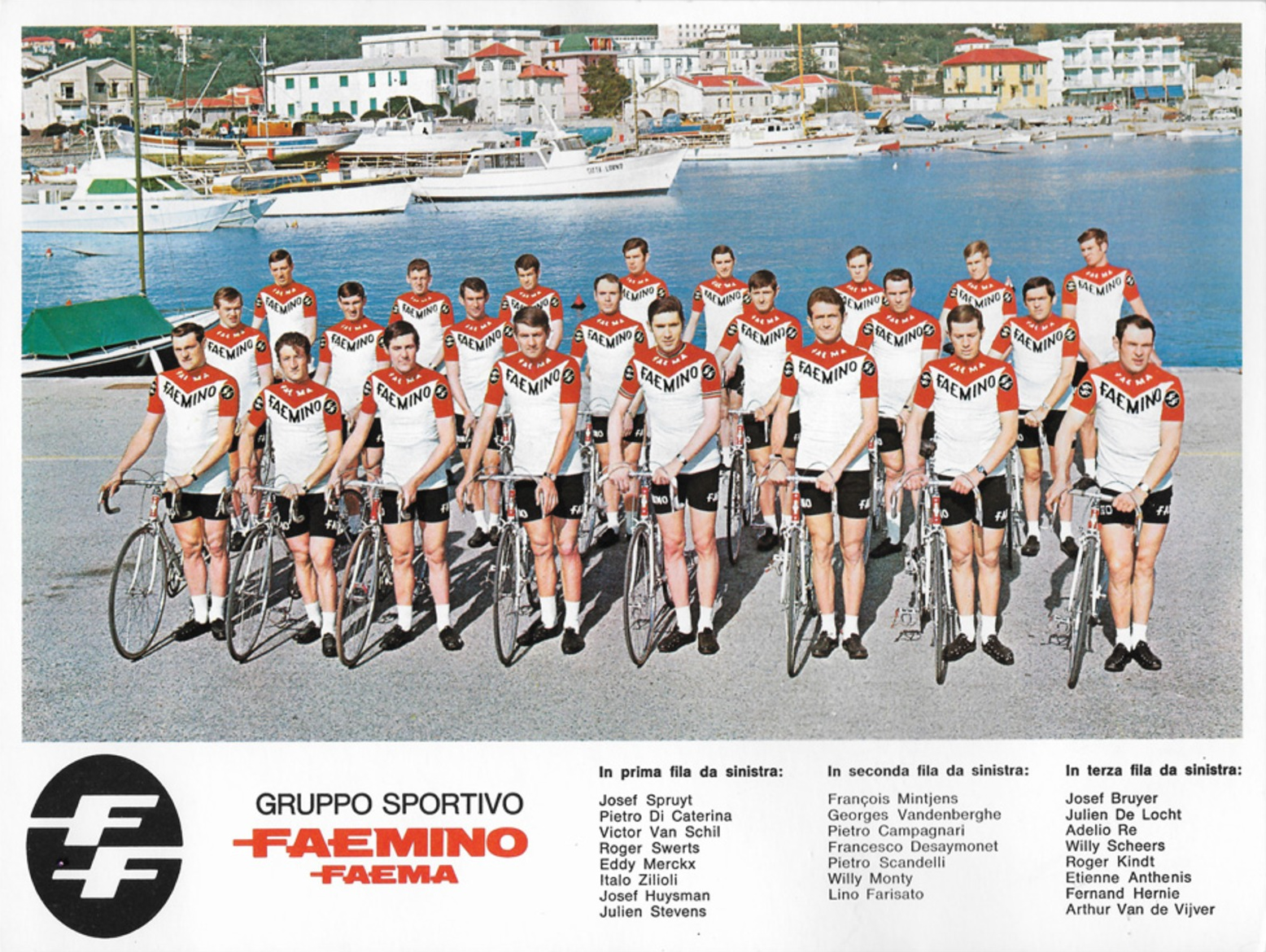
De Faemino-Faema-ploeg in 1970

Faemino is een koffiemerk dat in 1970 de wielerploeg van Eddy Merckx sponsorde.
Faemino was verbonden met Faema, dat koffiezetmachines maakt, de eerdere sponsor van Eddy Merckx en Rik Van Looy.
De wielerploeg bestond in 1970 uit:
- Etienne Antheunis BEL
- Joseph Bruyère BEL
- Pietro Campagnari ITA
- Julien Delocht BEL
- Francesco Desaymonet ITA
- Pietro Di Caterina ITA

- Lino Farisato ITA
- Fernand Hermie BEL
- Jos Huysmans BEL
- Roger Kindt BEL
- Eddy Merckx BEL
- Frans Mintjens BEL

- Willy Monty BEL
- Adelio Re ITA
- Pietro Scandelli ITA
- Willy Scheers BEL
- Joseph Spruyt BEL
- Julien Stevens BEL

- Roger Swerts BEL
- Arthur Van De Vijver BEL
- Victor Van Schil BEL
- Georges Vandenberghe BEL
- Italo Zilioli ITA

Ondanks de sportieve successen in dat jaar hield Faemino de sponsoring voor bekeken. De renners gingen over naar Molteni.